# Reloaded (Roc Marciano)
Reloaded è il secondo album dell'artista hip hop statunitense Roc Marciano, pubblicato nel 2012. Grant Jones per RapReviews definisce l'album come se «Shakespeare avesse una Colt .45 e un atteggiamento da magnaccia» e come musica perfetta per Grand Theft Auto. Come il precedente, l'album è stato elogiato universalmente dalla critica.
| Recensione    | Giudizio |
| ------------- | -------- |
| AllMusic      | [ 1 ]    |
| RapReviews    | [ 2 ]    |
| HipHopDX      | [ 3 ]    |
| Rolling Stone | [ 3 ]    |
| XXL           | [ 3 ]    |
| Q             | [ 3 ]    |
| Pitchfork     | [ 3 ]    |
| Spin          | [ 3 ]    |

## Tracce
1. Tek to a Mack – 4:41 – Roc Marciano
2. Flash Gordon – 2:51 – The Alchemist
3. Not Told (featuring Knowledge Pirate & Ka) – 5:14 – Roc Marciano
4. Pistolier – 3:21 – The Alchemist
5. Thugs Prayer Pt. 2 – 1:36 – Roc Marciano
6. 76 – 4:33 – Roc Marciano
7. We Ill – 3:23 – Roc Marciano
8. Deeper – 2:57 – Roc Marciano
9. Death Parade – 3:36 – Roc Marciano
10. 20 Guns – 1:54 – Roc Marciano
11. Peru – 3:38 – Roc Marciano
12. Thread Count – 3:53 – Q-Tip
13. Nine Spray (featuring Ka) – 4:04 – Ray West
14. Emeralds – 3:53 – The Druids
15. The Man – 5:02 – Roc Marciano

Tracce bonus nell'edizione deluxe
1. I Shot the King – 2:52 – Roc Marciano
2. Sweet Nothings – 3:26 – The Druids
3. Paradise for Pimps – 3:12 – The Alchemist

## Classifiche
| Classifica (2012)         | Posizione massima |
| ------------------------- | ----------------- |
| US Heatseekers Albums     | 13                |
| US Top R&B/Hip-Hop Albums | 44                |